# Nicola Wilson
Pour les articles homonymes, voir Wilson.
Nicola Wilson, née le 1er octobre 1976 à Darlington est une cavalière de concours complet d'équitation.
Elle est médaillée d'argent aux 2012 à Londres au concours complet par équipes.